# Route nationale 580
Die N580 wurde 1933 zwischen der N101 südöstlich von Barjac und Villeneuve-lès-Avignon festgelegt. Ihre Gesamtlänge betrug 55 Kilometer. Bis 1933 war die Straße die Gc43 des Départements Gard. 1979 wurde sie über eine Neubautrasse, die bei Saint-Geniès-de-Comolas abzweigte und bis dahin als N480 ausgezeichnet war, zur N100 westlich von Villeneuve-lès-Avignon geführt. Außerdem wurde der Abschnitt nordwestlich von Bagnols-sur-Cèze abgestuft. 2006 erfolgte die Abstufung des Neubauabschnittes zwischen der A9 und der N100.

## Streckenverlauf
| Position | höchste zulässige Gesamtgeschwindigkeit | Fahrbahnen | Typ                  | Längengrad | Breitengrad |
| -------- | --------------------------------------- | ---------- | -------------------- | ---------- | ----------- |
| 1        | 90                                      | 2          | Beginn an Straße     | 44.1373    | 4.6677      |
| 2        | 90                                      | 2          | Ende an Kreisverkehr | 44.1328    | 4.6728      |